# Парламентские выборы в Люксембурге (1979)
Парламентские выборы в Люксембурге прошли 10 июня 1979 года На них на 5-летний срок были избраны 59 членов Палаты депутатов Люксембурга.
В результате выборов оппозиционная Христианско-социальная народная партия получила 24 места и стала крупнейшей парламентской партией, создав коалицию с Демократической партией.

## Результаты
Результаты парламентских выборов в Люксембурге 10 июня 1979
| Партия                               | Партия                                         | Голоса    | %*   | Места | Изменение |
| ------------------------------------ | ---------------------------------------------- | --------- | ---- | ----- | --------- |
|                                      | Христианско-социальная народная партия         | 1 049 390 | 36,4 | 24    | +6        |
|                                      | Люксембургская социалистическая рабочая партия | 787 863   | 22,5 | 14    | -3        |
|                                      | Демократическая партия                         | 648 404   | 21,9 | 15    | +1        |
|                                      | Социал-демократическая партия                  | 181 805   | 6,4  | 2     | -3        |
|                                      | Коммунистическая партия Люксембурга            | 177 286   | 4,9  | 2     | -3        |
|                                      | Энтроле де Форс                                | 135 360   | 4,6  | 1     | новая     |
|                                      | Независимая социалистическая партия            | 66 909    | 2,0  | 1     | новая     |
|                                      | Альтернативный список - Wiert Iech             | 30 269    | 0,9  | 0     | новая     |
|                                      | Либеральная партия                             | 6 133     | 0,2  | 0     | 0         |
|                                      | Прочие партии                                  | 7 834     | 0,2  | 0     | –         |
| Недействительных/пустых бюллетеней   | Недействительных/пустых бюллетеней             | 13 101    | –    | –     | –         |
| Всего                                | Всего                                          | 188 909   | 100  | 59    | 0         |
| Зарегистрированных избирателей*/Явка | Зарегистрированных избирателей*/Явка           | 212 614   | 88,9 | –     | –         |
| Источник: Nohlen & Stöver            |                                                |           |      |       |           |

* Доля голосов не соответствует количеству поданных голосов, так как избиратели из различных округов имеют различное количество бюллетеней. Доля голосов рассчитывается на основе пропорции голосов в каждом отдельном округе.